# Steuersünder-CD
Der Begriff Steuersünder-CD (verkürzt auch Steuer-CD) ist ein mediales Schlagwort für Speichermedien, welche gestohlene Datensätze von Bankkunden enthalten und ausländischen Steuerbehörden zum Kauf oder Whistleblower-Plattformen wie WikiLeaks zur Veröffentlichung angeboten werden.

## Ankauf durch deutsche Behörden

### Chronologie
Von deutschen Behörden wurden erstmals im Januar 2006 CDs mit Steuerdaten angekauft. Bei der Liechtensteiner Steueraffäre bot ein früherer Mitarbeiter der LGT dem Bundesnachrichtendienst Bankdaten von rund 800 Personen an, darunter auch Klaus Zumwinkel, der 2009 wegen Steuerhinterziehung verurteilt wurde. Die meisten Daten kaufte das Land Nordrhein-Westfalen. Im Februar 2010 wurde unter dem damaligen nordrhein-westfälischen Finanzminister Helmut Linssen eine CD mit Namen und Kontodaten von Kunden der Credit Suisse für 2,5 Millionen Euro angekauft. Im Oktober 2010 bezahlten Steuerfahnder für Kundendaten der Schweizer Bank Julius Bär und im Oktober 2011 für rund 3000 Kontoinformationen aus Luxemburg. Niedersachsen erwarb im Juni 2010 Zugang zu 35.000 Datensätzen mutmaßlicher Steuerbetrüger. Der Ankauf solcher Datenträger führte zu juristischen und politischen Auseinandersetzungen zwischen Deutschland und Liechtenstein sowie besonders der Schweiz. Die Landesregierung von Baden-Württemberg lehnte im August 2010 den Ankauf einer „Steuersünder-CD“ ab. 2012 kaufte Norbert Walter-Borjans für Nordrhein-Westfalen mehrere CDs, ohne die Namen der betroffenen Banken zu nennen. Anfang Dezember 2012 bestätigte die Landesregierung in Nordrhein-Westfalen, dass eine der Steuer-CDs von der schweizerischen Großbank UBS stamme und die CD Angaben zu rund 750 Stiftungen und 550 weiteren Fällen mit einem Anlagevolumen von mehr als 2,9 Milliarden Euro enthalte. April 2013 bestätigte das Land Rheinland-Pfalz den Erwerb einer Steuer-CD mit etwa 40.000 Datensätzen für vier Millionen Euro.

### Rechtslage
In den bisherigen Fällen lagen die Banken in der Schweiz oder in Liechtenstein. Der „Diebstahl“ der Kundendaten ist in diesen Ländern wegen Verletzung des Bankgeheimnisses strafbar. Der Erwerb der Daten durch den deutschen Fiskus dient der Strafverfolgung von Steuerhinterziehern im Rahmen des Steuerstrafrechts. Eine derartige CD ist ein Sachbeweis im Sinne der Strafprozessordnung (StPO). Zuständige Strafverfolgungsbehörde für Steuerhinterziehung (strafbar gemäß § 370 Abgabenordnung) ist die Bußgeld- und Strafsachenstelle des Finanzamts bzw. die Staatsanwaltschaft, während die Steuerfahndung den Sachverhalt lediglich ermittelt.
Ein Beweisverwertungsverbot nach dem Strafprozessrecht besteht nach herrschender Auffassung nicht. Das Bundesverfassungsgericht hat im November 2010 die Nutzung der Daten solcher Datenträger bei der Strafverfolgung erlaubt. So können die von Informanten angekauften Informationen über mutmaßliche Steuerhinterzieher in Ermittlungsverfahren verwendet werden. Es komme nicht darauf an, ob der Ankauf der Daten ursprünglich rechtmäßig war (2 BvR 2101/09). In der Urteilsbegründung hieß es: „Der ‚Datendiebstahl‘ sei der Bundesrepublik Deutschland nicht zuzurechnen. Selbst wenn völkerrechtliche Übereinkommen umgangen worden sein sollten, sei dies unschädlich, weil sich aus der Verletzung eines völkerrechtlichen Vertrages, der keine persönlichen Rechte gewähre, kein Verwertungsverbot ergebe. Im Übrigen sei das möglicherweise völkerrechtswidrige Geschehen (‚Datendiebstahl‘ und Ankauf der ‚gestohlenen‘ Daten) abgeschlossen gewesen; durch die Benutzung der Daten in dem Ermittlungsverfahren gegen die Beschwerdeführer würden die Übereinkommen nicht erneut beeinträchtigt.“ Weiter sind „Beweismittel, die von Privaten erlangt wurden, selbst wenn dies in strafbewehrter Weise erfolgte, grundsätzlich verwertbar, so dass allein von dem Informanten begangene Straftaten bei der Beurteilung eines möglichen Verwertungsverbotes vornherein nicht berücksichtigt werden müssen.“
Legal Tribune Online schrieb im Dezember 2010 unter anderem zum Urteil: „Es handelt sich keinesfalls um die abschließende rechtliche Beurteilung aller mit solchen CDs verbundenen Fragen. Der Kontodaten-CD-Beschluss ist vor allem kein Freibrief, staatsanwaltliche Ermittlungen künftig beliebig durchführen zu können, wie manche jetzt meinen (das hat das BVerfG bereits an anderer Stelle entschieden [gekürzt]). Zulässig ist nur, dass gegen auf den CDs benannte Personen ermittelt werden darf. Außerdem besteht die grundsätzliche Möglichkeit zu Hausdurchsuchungen. Noch nicht entschieden ist, ob diese ‘fruits of the poisonous tree’ selbst als Grundlage für eine strafrechtliche Verurteilung herangezogen werden dürfen. Das ist die am Ende wesentlich wichtigere Frage, denn selten finden sich bei Hausdurchsuchungen wirklich die gewünschten Belege. Diese nämlich werden meist zum Schutz vor solchen Ermittlungsmaßnahmen gar nicht erst in Deutschland aufbewahrt.“ Auf derselben Plattform hebt der Steuerrechtler Arndt Schmehl noch hervor, dass Steuergerechtigkeit und Rechtsstaatlichkeit sich nicht gegenseitig ausschließen, sondern „unverbrüchlich zusammengehören“. Zudem müsse die Justiz dem Grundsatz folgen, dass sie zur Erforschung der Wahrheit verpflichtet ist, allerdings nicht um jeden Preis. Bei den Steuerdaten-CDs gelte es zu beachten, dass ein strafbares Vorverhalten bei der Informationsbeschaffung nicht zur Unverwertbarkeit des Beweises führt, soweit dies der private Informant allein zu verantworten hat.
Neben der Beweisverwertung stellten sich auch Fragen, wie die Beschaffung der Daten und die Anstiftung hierzu strafrechtlich zu bewerten sind (siehe unten).

### Folgen
Nachdem durch die Medien Verkaufsangebote weiterer „Steuersünder-CDs“ bekannt geworden waren, gingen bei deutschen Finanzämtern regelmäßig Selbstanzeigen ein, in der Hoffnung auf die strafbefreiende Wirkung gemäß § 371 Abgabenordnung (AO). Die Selbstanzeige hat in jedem Fall strafmildernde Wirkung. Ob die Selbstanzeige auch strafbefreiende Wirkung haben darf, ist allgemein umstritten, denn gemäß der AO entfällt die Strafbefreiung, wenn das Finanzamt die Steuerhinterziehung bereits vor Eingang der Selbstanzeige entdeckt hat.
Die Kosten von CD-Käufen wurden grundsätzlich zur Hälfte auf den Bund und der Rest auf die Länder umgelegt. Den Kosten von neun Millionen Euro stehen alleine bis September 2012 Mehreinnahmen von insgesamt mehr als drei Milliarden Euro gegenüber.
Allein in Nordrhein-Westfalen kamen so mehr als 670 Millionen Euro zusammen. Neben 3,6 Mio. Euro an Geldstrafen und Geldauflagen aus Verurteilungen und Verfahrenseinstellungen wurden durch die nordrhein-westfälische Justiz Verbandsgeldbußen in Höhe von rund 197,5 Mio. Euro festgesetzt. Dazu kamen allein in Nordrhein-Westfalen rund 70 Mio. Euro aus der Auswertung von Steuer-CDs. Die zusätzlichen Einnahmen aus Selbstanzeigen in Höhe von geschätzten 400 Mio. Euro waren nur möglich, weil Steuerhinterzieher nicht mehr sicher sein konnten, dass sie unentdeckt bleiben.
Ende November 2012 lehnten der deutsche Bundesrat und in der Folge der Vermittlungsausschuss des Deutschen Bundestages ein Steuerabkommen mit der Schweiz ab.
Die Weitergabe von Daten, die unter das Schweizer Bankgeheimnis fallen, an deutsche Steuerfahnder löste kriminalistische, juristische und diplomatische Auseinandersetzungen zwischen der Schweiz und Deutschland aus. Der Schweizer Bundesrat entschied, den Banken beizuspringen, und die Landesregierung ermächtigte im September 2010 die Bundesanwaltschaft, Ermittlungen wegen Wirtschaftsspionage aufzunehmen. In der Schweiz wurden mehrere Personen verhaftet und angeklagt. Auch Steuerfahnder aus Nordrhein-Westfalen wurden 2012 von der Bundesanwaltschaft zur Verhaftung ausgeschrieben, da sie zu Straftaten in der Schweiz angeregt hätten.
Der Österreicher, der die Datensammlung an die deutschen Behörden verkauft hatte, hatte hierfür 2,5 Millionen Euro erhalten. Das Geld wurde auf Konten in Deutschland, Österreich und Tschechien überwiesen. Nachdem der Österreicher in der Schweiz verhaftet worden war, beging er in der Zelle Selbstmord. Seine Erben und die Schweiz stritten lange um das Honorar für die Beschaffung der Steuer-CD. Nach langem Rechtsstreit wurde entschieden, dass das Geld als Deliktserlös einzuziehen sei. Der verbliebene Teil des Honorars auf den Konten in Österreich und Tschechien ging somit an die Schweizer Behörden.
2012 wurde von der Schweiz aufgrund des Verdachts zur Beihilfe von Wirtschaftsspionage sowie wegen Verstoßes gegen das Schweizer Bankgeheimnis (Art. 47) ein nationaler Haftbefehl gegen drei Steuerfahnder aus Nordrhein-Westfalen, darunter auch gegen den Leiter des Finanzamts für Steuerstrafsachen und Steuerfahndung in Wuppertal, erlassen. Alle drei sollen beim Kauf einer CD 2010 beteiligt gewesen sein. Laut dem Schweizer Bundesanwalt Michael Lauber würden sie verdächtigt, „Aufträge zum Ausspionieren der Großbank Credit Suisse“ erteilt zu haben. Die Schweizer Behörden, die ein Rechtshilfeersuchen in Deutschland stellten, machten hierfür Art. 273 des Strafgesetzbuchs geltend. Diese Vorschrift wendet sich gegen Wirtschaftsspionage oder gegen einen „wirtschaftlichen Nachrichtendienst“ und bedroht diejenigen mit einer Freiheitsstrafe, die ein Geschäftsgeheimnis auskundschaften, „um es einer fremden amtlichen Stelle oder einer ausländischen Organisation oder privaten Unternehmung oder ihren Agenten zugänglich zu machen“. In einem Interview mit Schweizer Radio DRS sagte Lauber: „Es besteht der konkrete Verdacht, dass aus Deutschland klare Aufträge gegeben worden sind zum Ausspionieren von Informationen der Credit Suisse“, da neben Steuerdaten auch interne Papiere weitergeleitet wurden. Die zuvor ersuchte Rechtshilfe zu einer Befragung der Beamten blieb jedoch unbeantwortet. Zu den an deutsche Behörden weitergegebenen Unternehmensinterna gehörte insbesondere eine Powerpoint-Präsentation, aus der hervorging, dass die Credit Suisse selbst davon ausging, dass mehr als 80 Prozent ihrer deutschen Kunden offenbar unversteuertes Geld angelegt hatten.
Im April 2017 wurde in Frankfurt der ehemalige Schweizer Polizist Daniel M. aus Zürich wegen Spionagetätigkeiten verhaftet. Er soll vom Nachrichtendienst des Bundes als freier Mitarbeiter mehrfach mit Operationen betraut worden sein, insbesondere um Informationen über die Steuerfahnder aus Nordrhein-Westfalen zu sammeln. Seine genaue Rolle und sein Beitrag an die Untersuchungen sind unklar. Ueli Maurer, damals Verteidigungsminister und für den Schweizer Geheimdienst verantwortlich, hatten zwar den Einsatz eines Spions gegenüber dem Tages-Anzeiger bestätigt und gesagt, dass er auch den Gesamtbundesrat und die parlamentarische Geschäftsprüfungsdelegation über die NDB-Operation informiert hätte. Später soll Daniel M. Bankdaten, die sich jedoch als Fälschungen erwiesen, an Werner Mauss und eine Drittperson verkauft haben. Mauss reklamierte dies bei den Schweizer Behörden. Daraufhin wurde M. in der Schweiz verhaftet. Die Schweizer Bundesanwaltschaft dehnte das Strafverfahren gegen M. auf Mauss und den dritten Mann aus, und die Beschuldigten sagten in Verhören, sie seien in vielfältiger Weise jahrelang für Geheimdienste tätig gewesen. Über ein laufendes deutsches Steuerverfahren gegen Mauss in Bochum gerieten die Schweizer Protokolle in die Hände des deutschen Generalbundesanwalts, womit dieser über die Identität und Aktivitäten von Daniel M. informiert wurde, worauf er Daniel M. festnehmen ließ. Anscheinend war aber die Identität der deutschen Steuerfahnder bereits 2010 durch ein Dossier der Staatsanwaltschaft Düsseldorf, das mitunter an Anwälte der Steuerhinterzieher geschickt worden war, offengelegt worden.

## WikiLeaks
Wurden sogenannte Steuer-CDs hauptsächlich an deutsche Behörden verkauft, hatte Rudolf Elmer, ehemaliger Bankdirektor der Julius Baer Bank & Trust Company, einer Tochtergesellschaft der Schweizer Bank Julius Bär auf den Cayman Islands, persönliche Kundendaten mehrfach  an WikiLeaks weitergegeben.
2007 hatte er geheime Kundendaten auf WikiLeaks veröffentlichen lassen, wovon aber einige gefälscht waren.
Am 17. Januar 2011 übergab Elmer dem WikiLeaks-Sprecher Julian Assange zwei CDs mit angeblich rund 2.000 Daten von Kunden aus den Vereinigten Staaten, Großbritannien, Österreich und Deutschland unter anderem von „bekannten Stützen der Gesellschaft“ wie Geschäftsleuten, Kunstschaffenden und rund 40 Politikern. Später in Untersuchungshaft erklärte Elmer, dass die Datenträger leer waren und somit keine Bankdaten enthielten. Im Juli 2011 bestätigten dies zwei Elmer nahestehende Personen, die an der Pressekonferenz in London teilgenommen hatten. Eine von ihnen gab an, die Information direkt von Assange erhalten zu haben.
Aufgrund dieser Übergabe von Kunden- und Geschäftsdatensätzen sowie den früheren Übergaben an WikiLeaks wurde Elmer festgenommen und in Untersuchungshaft genommen. Kurz zuvor wurde er wegen mehrfacher versuchter Nötigung, Drohung und Verletzung des Schweizer Bankgeheimnisses von einem Schweizer Gericht zu einer Geldstrafe auf Bewährung verurteilt. Elmer hatte im Jahr 2004 Datensätze der Bank an Medien und Steuerbehörden weitergeleitet sowie Bankmitarbeiter bedroht. Elmer legte Berufung gegen das Urteil ein. Die Weitergabe der Datensätze an WikiLeaks war nicht Teil der Anklage.

## Offshore-Leaks
Seit dem 4. April 2013 veröffentlicht ein Konsortium von Medien (überwiegend Zeitungen) aus 46 Ländern Berichte über Steueroasen. Grundlage der Berichte ist eine Festplatte, die 260 GB Daten mit 2,5 Millionen Dokumenten mit 130.000 Steuerflüchtigen-Namen aus etwa 170 Ländern enthält und die diese Medien seit Monaten auswerten; dabei betreiben sie auch investigativen Journalismus.
Nach Recherchen des Norddeutschen Rundfunks und der Süddeutschen Zeitung hat zum Beispiel die Deutsche Bank über ihre Niederlassung in Singapur mehr als 300 Firmen und Trusts in mehreren Steueroasen (größtenteils auf den Britischen Jungferninseln) gegründet.
In vielen Fällen setzte sie dabei ihre Tochterfirma Regula Limited als Direktorin ein. Nach Ansicht von Kritikern leistete sie der Verschleierung von Geldströmen Vorschub und begünstigte damit mögliche Straftaten.